# Hrabstwo Coffey

Piramida wieku hrabstwa

Hrabstwo Coffey – hrabstwo położone w USA w stanie Kansas z siedzibą w mieście Burlington. Założone 25 sierpnia 1855 roku. Nazwa Hrabstwa pochodzi od Asbury`a Coffey`a.

## Miasta
- Burlington
- Lebo
- Le Roy
- Waverly
- New Strawn
- Gridley

## Sąsiednie Hrabstwa
- Hrabstwo Osage
- Hrabstwo Franklin
- Hrabstwo Anderson
- Hrabstwo Allen
- Hrabstwo Woodson
- Hrabstwo Greenwood
- Hrabstwo Lyon

## Drogi główne
- Interstate 35
- U.S. Route 50
- U.S. Route 75
- Kansas Highway 31
- Kansas Highway 57